# Kleinův paradox
Kleinův paradox je fyzikální jev, který v roce 1929 zformuloval švédský fyzik Oskar Klein. Jeho teorie popisuje bizarní chování rychle se pohybujících elektronů.

## Vysvětlení pojmu
Představme si, že elektron vložíme do otevřené krabice z křemíku. Z pohledu klasické fyziky by v ní zůstal uvězněn. Z pohledu fyziky kvantové by se mohl sice „protunelovat“ ven, avšak čím vyšší a silnější stěny bychom použili, tím menší by měl elektron šanci na útěk. Klein ovšem postuloval tezi, že pokud by jeho rychlost byla dostatečně vysoká, ani libovolně silné stěny by elektronu v úniku nezabránily. Jinak řečeno, při hodně vysoké rychlosti by elektrony procházely stěnami, jako by tam žádné nebyly.
Soudilo se, že tyto podmínky jsou možné jen např. v blízkosti černých děr. Avšak s objevem grafenu je možné, že tento paradox bude pro kvazičástice ověřen za vynaložení mnohem menší energie, a to již během několika let.